# Settimana Ciclistica Lombarda 2013
La Settimana Ciclistica Lombarda 2013, quarantaduesima edizione della corsa e valida come prova del circuito UCI Europe Tour 2013 categoria 2.1, si svolse in tre tappe dal 5 al 7 settembre 2013, per un percorso totale di 480,8 km. Fu vinto dal tedesco Patrik Sinkewitz, che concluse la gara in 10h39'02", alla media di 45,14 km/h.
Al traguardo di Bergamo 134 ciclisti conclusero la gara.

## Tappe
| Tappa  | Data        | Percorso                     | km    | Vincitore di tappa | Leader cl. generale |
| ------ | ----------- | ---------------------------- | ----- | ------------------ | ------------------- |
| 1ª     | 5 settembre | Brembate di Sopra > Valtorta | 168,4 | Patrik Sinkewitz   | Patrik Sinkewitz    |
| 2ª     | 6 settembre | Boltiere > Foppolo           | 153,3 | Patrik Sinkewitz   | Patrik Sinkewitz    |
| 3ª     | 7 settembre | Gorle > Bergamo              | 159,1 | Aleksej Catevič    | Patrik Sinkewitz    |
| Totale | Totale      | Totale                       | 480,8 |                    |                     |

## Squadre e corridori partecipanti
| N.    | Cod. | Squadra                      |
| ----- | ---- | ---------------------------- |
| 1-8   | KAT  | Katusha Team                 |
| 9-16  | AND  | Androni Giocattoli-Venezuela |
| 17-24 | BAR  | Bardiani Valvole-CSF Inox    |
| 25-32 | COL  | Colombia                     |
| 33-40 | VIN  | Vini Fantini-Selle Italia    |
| 41-48 | MTN  | MTN-Qhubeka                  |
| 49-56 | CJR  | Caja Rural                   |
| 57-64 | RVL  | RusVelo                      |
| 65-72 | CCC  | CCC-Polsat Polkowice         |
| 73-80 | UNA  | Utensilnord-Ora24.eu         |

| N.      | Cod. | Squadra                      |
| ------- | ---- | ---------------------------- |
| 81-88   | AS2  | Continental Team Astana      |
| 89-96   | CEF  | Ceramica Flaminia-Fondriest  |
| 97-104  | PPO  | Nippo-De Rosa                |
| 105-112 | LOK  | Lokosphinx                   |
| 113-120 | LET  | Leopard-Trek Continental     |
| 121-128 | VWC  | Verandas Willems Continental |
| 129-136 | AMO  | Amore & Vita                 |
| 137-144 | ADR  | Adria Mobil                  |
| 145-152 | MKT  | Meridiana-Kamen Team         |

## Dettagli delle tappe

### 1ª tappa
- 5 settembre: Brembate di Sopra > Valtorta – 168,4 km

Risultati
| Pos. | Corridore        | Squadra       | Tempo    |
| ---- | ---------------- | ------------- | -------- |
| 1    | Patrik Sinkewitz | Meridiana     | 3h47'30" |
| 2    | Ivan Rovnyj      | Cer. Flaminia | a 16"    |
| 3    | Davide Rebellin  | CCC-Polsat    | s.t.     |

| Pos. | Corridore        | Squadra       | Tempo    |
| ---- | ---------------- | ------------- | -------- |
| 1    | Patrik Sinkewitz | Meridiana     | 3h47'20" |
| 2    | Ivan Rovnyj      | Cer. Flaminia | a 20"    |
| 3    | Davide Rebellin  | CCC-Polsat    | a 22"    |

### 2ª tappa
- 6 settembre: Boltiere > Foppolo – 153,3 km

Risultati
| Pos. | Corridore         | Squadra      | Tempo    |
| ---- | ----------------- | ------------ | -------- |
| 1    | Patrik Sinkewitz  | Meridiana    | 3h38'19" |
| 2    | Jurij Trofimov    | Katusha Team | a 30"    |
| 3    | Franco Pellizotti | Androni      | a 33"    |

| Pos. | Corridore           | Squadra      | Tempo    |
| ---- | ------------------- | ------------ | -------- |
| 1    | Patrik Sinkewitz    | Meridiana    | 7h25'29" |
| 2    | Radoslav Rogina     | Adria Mobil  | a 1'12"  |
| 3    | Francesco Bongiorno | Bardiani-CSF | a 1'24"  |

### 3ª tappa
- 7 settembre: Gorle > Bergamo – 159,1 km

Risultati
| Pos. | Corridore         | Squadra      | Tempo    |
| ---- | ----------------- | ------------ | -------- |
| 1    | Aleksej Catevič   | Katusha Team | 3h13'33" |
| 2    | Mauro Finetto     | Vini Fantini | s.t.     |
| 3    | Franco Pellizotti | Androni      | s.t.     |

| Pos. | Corridore           | Squadra      | Tempo     |
| ---- | ------------------- | ------------ | --------- |
| 1    | Patrik Sinkewitz    | Meridiana    | 10h39'02" |
| 2    | Radoslav Rogina     | Adria Mobil  | a 1'12"   |
| 3    | Francesco Bongiorno | Bardiani-CSF | a 1'24"   |

## Classifiche finali

### Classifica generale - Maglia rossa
| Pos. | Corridore           | Squadra      | Tempo     |
| ---- | ------------------- | ------------ | --------- |
| 1    | Patrik Sinkewitz    | Meridiana    | 10h39'02" |
| 2    | Radoslav Rogina     | Adria Mobil  | a 1'12"   |
| 3    | Francesco Bongiorno | Bardiani-CSF | a 1'24"   |
| 4    | Franco Pellizotti   | Androni      | a 1'25"   |
| 5    | Sergej Firsanov     | RusVelo      | a 1'27"   |
| 6    | Gianfranco Zilioli  | Androni      | a 1'37"   |
| 7    | Jan Hirt            | Leopard-Trek | a 1'41"   |
| 8    | Tomaž Nose          | Adria Mobil  | a 2'03"   |
| 9    | Mauro Finetto       | Vini Fantini | a 2'10"   |
| 10   | Davide Rebellin     | CCC-Polsat   | a 2'16"   |

### Classifica a punti - Maglia ciclamino
| Pos. | Corridore         | Squadra      | Punti |
| ---- | ----------------- | ------------ | ----- |
| 1    | Patrik Sinkewitz  | Meridiana    | 24    |
| 2    | Franco Pellizotti | Androni      | 16    |
| 3    | Mauro Finetto     | Vini Fantini | 16    |
| 4    | Davide Rebellin   | CCC-Polsat   | 14    |
| 5    | Aleksej Catevič   | Katusha Team | 12    |

### Classifica scalatori - Maglia verde
| Pos. | Corridore         | Squadra      | Punti |
| ---- | ----------------- | ------------ | ----- |
| 1    | Patrik Sinkewitz  | Meridiana    | 10    |
| 2    | Jurij Trofimov    | Katusha Team | 5     |
| 3    | Aleksej Catevič   | Katusha Team | 2     |
| 4    | Ėduard Vorganov   | Katusha Team | 2     |
| 5    | Franco Pellizotti | Androni      | 2     |

### Classifica giovani
| Pos. | Corridore           | Squadra      | Tempo     |
| ---- | ------------------- | ------------ | --------- |
| 1    | Francesco Bongiorno | Bardiani-CSF | 10h40'26" |
| 2    | Gianfranco Zilioli  | Androni      | a 13"     |
| 3    | Jan Hirt            | Leopard-Trek | a 17"     |
| 4    | Edoardo Zardini     | Bardiani-CSF | a 1'05"   |
| 5    | Louis Meintjes      | MTN-Qhubeka  | a 2'04"   |

### Classifica a squadre
| Pos. | Squadra                      | Tempo     |
| ---- | ---------------------------- | --------- |
| 1    | Androni Giocattoli-Venezuela | 32h02'01" |
| 2    | Vini Fantini-Selle Italia    | a 1'42"   |
| 3    | Ceramica Flaminia-Fondriest  | a 6'39"   |
| 4    | MTN-Qhubeka                  | a 6'54"   |
| 5    | Bardiani Valvole-CSF Inox    | a 8'15"   |